# Greg Street (DJ)
Greg Street ist ein US-amerikanischer DJ aus Atlanta, Georgia.

## Biografie
Street ist DJ beim Radiosender V-103 (WVEE) in Atlanta. Einen landesweiten Erfolg hat der US-Amerikaner 2001 mit einem Compilation-Album mit Southern-Rap-Songs. Sie erschien unter dem Titel Six O'Clock, benannt nach der Anfangszeit seiner Radioshow. Das Album erreichte Platz 72 in den Billboard 200 und Platz 14 in den Hip-Hop-Charts.
Acht Jahre später kam er mit dem Song I Think I Love Her zusammen mit Gucci Mane in die US-R&B-Charts. Im selben Jahr entstand auch ein Remix von Turn My Swag On von Soulja Boy, das auch von Keri Hilson gesungen worden war. Als eine Teilnehmerin von The X Factor 2010 in England den Titel sang, wurde Hilsons Version im Internet nicht angeboten. Stattdessen wurde die Version von Street nach der Show zahlreich heruntergeladen und kam so auf Platz 17 in den UK-Charts.

## Diskografie
Alben
- Six O'Clock, Vol. 1 (2001)

Singles
- I Think I Love Her (featuring Gucci Mane, 2009)
- Turn My Swag On (featuring Soulja Boy & Keri Hilson, 2010)